# Eurasier
L'eurasier, o eurasiatico, è una razza canina di origine tedesca, creata negli anni '60 da Julius Wipfel, con l'obiettivo di sviluppare una razza che combinasse le migliori caratteristiche comportamentali e fisiche del chow chow, dello spitz e del samoiedo. È classificata come cane da compagnia, apprezzata per il suo temperamento equilibrato, l'aspetto estetico accattivante e il legame profondo che instaura con la famiglia.
L'eurasier è prevalentemente diffuso in Europa, in particolare in Germania, Svizzera e Francia. In Germania, è ben radicato e viene allevato secondo gli standard di qualità stabiliti. Anche nei paesi scandinavi, come Norvegia e Svezia, la razza ha trovato una discreta popolarità. Al di fuori dell'Europa, l'eurasier sta lentamente guadagnando interesse, soprattutto in Nord America, dove gruppi di appassionati stanno contribuendo alla sua diffusione. Tuttavia, la razza rimane meno comune rispetto ad altre più popolari.

## Storia
L’Eurasier è una razza canina originaria della Germania creata nel 1960 da Julius Wipfel in collaborazione con Charlotte Baldamus e un gruppo di appassionati cinofili. L’obiettivo era sviluppare una razza che combinasse le migliori caratteristiche del chow chow e del wolfspitz. Il primo risultato di questi incroci fu inizialmente chiamato "Wolf-Chow".
Dodici anni dopo, un ulteriore incrocio con il samoiedo portò alla creazione della razza definitiva, ribattezzata "Eurasier". Il nome deriva dalla fusione dei termini "Eur" (Europa) e "Asier" (Asia), a rappresentare l’origine delle razze che hanno contribuito alla sua creazione. L’Eurasier è stato ufficialmente riconosciuto dalla Federazione Cinologica Internazionale nel 1973.
Il premio Nobel Konrad Lorenz possedeva un Eurasier, chiamato Babett, che gli fu donato da Charlotte Baldamus, una delle persone coinvolte nello sviluppo della razza. Lorenz elogiò il carattere del suo cane, definendolo il migliore che avesse mai incontrato. Lorenz ebbe un ruolo cruciale nello sviluppo del carattere docile e socievole dell’Eurasier. Sebbene non fosse direttamente coinvolto nell’allevamento, fornì importanti indicazioni scientifiche sulla selezione dei tratti comportamentali, ispirandosi ai suoi studi sull’attaccamento e sul comportamento sociale. I suoi suggerimenti furono fondamentali per creare una razza che, oltre a essere fisicamente armoniosa, risultasse anche equilibrata dal punto di vista psicologico e ideale per la vita familiare.

## Carattere
L'Eurasier è noto per il suo temperamento equilibrato, che lo rende un cane ideale da compagnia. Il suo carattere combina indipendenza e affettuosità, il che lo rende un compagno leale e un buon guardiano. Sebbene sia naturalmente riservato con gli estranei, una volta che crea un legame con il suo proprietario, diventa estremamente affettuoso e protettivo. Questo equilibrio tra autonomia e desiderio di interazione lo rende un cane molto adattabile, sia in ambienti familiari che in situazioni sociali.
Questa razza è generalmente calma e tranquilla, ma non è eccessivamente dipendente dal suo padrone. È anche abbastanza indipendente da non richiedere attenzione costante, ma ama comunque passare del tempo con la sua famiglia. L'Eurasier ha un'intelligenza che lo rende facile da addestrare, ma, come il Chow Chow e lo Spitz da cui discende, può essere testardo a volte, richiedendo pazienza durante l'addestramento, per ottenere i migliori risultati, è fondamentale che l'addestratore sia una persona preparata, paziente e coerente, che comprenda le necessità e le sfumature comportamentali della razza. Senza un addestramento adeguato e una corretta socializzazione, si rischia di rovinare il carattere di un Eurasier, trasformandolo in un cane più diffidente, eccessivamente introverso o addirittura aggressivo verso gli estranei.

## Curiosità
Oggi, purtroppo, alcuni allevatori poco etici tentano di spacciare mix tra keeshond e chow chow per Eurasier. Sebbene questi cani possiedano somiglianze fisiche, non possono essere considerati veri Eurasier, in quanto mancano dei tratti comportamentali e genetici che definiscono la razza. Se state cercando un Eurasier, è fondamentale affidarsi solo a allevatori seri e competenti, che selezionano con attenzione i soggetti, garantendo un carattere equilibrato e una corretta socializzazione.
Nel 1995, la razza fu riconosciuta dal Canadian Kennel Club (CKC) come membro del Gruppo 3 (cani da lavoro). Nel dicembre 2012, il Kennel Club britannico annunciò che, a partire dal 1° aprile 2013, la razza eurasier sarebbe passata dal registro delle importazioni al registro delle razze ufficiali.